# Cabo Bebeto
Luiz Alberto Alves Teixeira (Maceió, 27 de junho de 1978) é um policial militar e político brasileiro filiado ao Partido Liberal (PL). Atualmente cumpre seu segundo mandato como deputado estadual de Alagoas.

## Biografia
Atuou por 16 anos como policial militar do estado de Alagoas. Em 2018 foi eleito para seu primeiro mandato para deputado estadual de alagoas com 31.573 votos.
Após saida de Bolsonaro do PSL, anunciou que também deixaria o partido para acompanhar o presidente em sua nova legenda, ainda em fase de construção, Aliança Pelo Brasil. No mesmo mês se reuniu com outros 7 deputados bolsonaristas do nordeste e anunciou apoio a o novo ao futuro partido de Jair Bolsonaro.
Em 2022 foi reeleito, obtendo 51.721 mil votos.